# John Russell (sportiv)
John Russell (n. 2 februarie 1920, Pennsylvania, SUA – d. 30 septembrie 2020, San Antonio, Texas, SUA) a fost un sportiv ce a reprezentat Statele Unite ale Americii, medaliat olimpic. A participat la 2 ediții ale Jocurilor Olimpice (1948, 1952) în care a câștigat o medalie de bronz.